# Мързян
Мързя̀н е заличено село в Южна България. То се намира в община Златоград, област Смолян.

## География
Село Мързян се намира в планински район.

## История
През август 2016 г. селото е закрито с решение на общински съвет Златоград, прието е с Решение на Министерски съвет през октомври 2016 г.